# Oitoemponto
Oitoemponto est une agence d'architecture d'intérieur fondée en 1993 par le portugais Artur Miranda, puis rejoint par le français Jacques Bec. L'agence réalise la décoration et le mobilier pour une clientèle privée internationale, mais aussi des boutiques ou hôtels.

## Historique
Après avoir passé plusieurs années en Suède, Artur Miranda fonde Oitoemponto (« huit heures pile » en français) en 1993. L'année suivante, il rencontre Jacques Bec, diplômé de Penninghen et alors designeur de montres, au Queen ; leur couple alterne entre Porto et Paris. Jacques Bec s'installe définitivement au Portugal en 1995. Ils emménagent dans un appartement au centre-ville de Porto. L'article de huit pages dans Wallpaper* en 1996, titré « Les princes de Porto », leur donne alors une large visibilité.
Vers les années 2000, les projets s'enchainent : ils font, entre-autres, la décoration de « Pop », une discothèque de Porto, une maison à Lisbonne, une à Trofa, ainsi qu'un penthouse et plusieurs maisons à Porto. En 2014, ils réalisent « Nossabossanova », leur première collection faite de huit pièces de mobilier : buffet, miroir ou table. Oitoemponto traite la décoration et le mobilier pour une clientèle privée internationale, mais également des restaurants, boutiques, clubs ou hôtels.
Il refont totalement et redécorent l'intérieur du « Maison Albar Monumental Palace » à Porto, créant jusqu'aux meubles, papiers peints, moquettes, miroirs ou appliques,. Inspiré par les années 1950, le duo rénove en 2021 sept des dix étages de l'hôtel « Four Seasons Ritz Lisbon » dans la capitale portugaise, s’occupant de la décoration intérieure mais également de la piscine. Pour cet établissement, ils rééditent des meubles et luminaires d'origine et s'inspirent des archives du lieu. Par la suite, le duo s'occupe de projets à Londres, à Riyad, ainsi qu'un bateau pour un croisiériste.
Leur nouvelle villa de 380 m2 à Porto nécessite quatre ans de travaux. Elle comporte nombres d’œuvres du design et de l'art contemporain : Arnaldo Pomodoro, Angelo Mangiarotti, Hervé van der Straeten, Thomas Ruff, André Arbus, James Brown, Carlo Bugatti, Jacques Adnet, Paavo Tynell, Sol LeWitt, ainsi que plusieurs tirages émanant de photographes célèbres tels Mario Testino, Gilbert & George, Hedi Slimane, ou Cindy Sherman,. Le lieu reflète leur style personnel glossy, décalé et éclectique qu'ils reproduisent pour leurs clients à base de meubles vintage, de photographies, le tout avec des inspirations allant du XVIe siècle au contemporain, avec la touche scandinave qu'apporte l'expérience d'Artur Miranda,.